# Péter Záboji

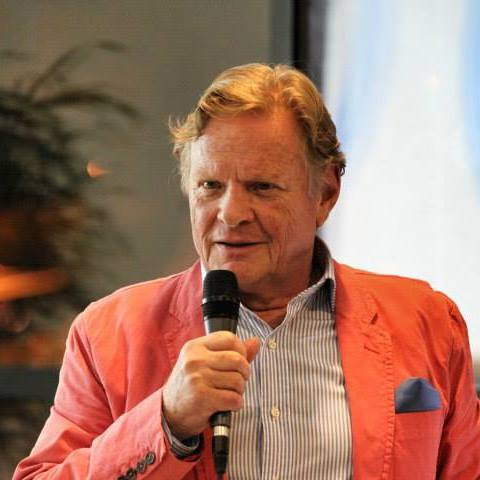
Péter Záboji

Péter (Balazs) Záboji (* 25. Dezember 1943; † 3. Juli 2015) war ein ungarischer Industriemanager und Business Angel. Er war lange Zeit für die Siemens AG tätig und saß u. a. im Aufsichtsrat von E-Plus.

## Werdegang
Záboji studierte Mathematik an der Ludwig-Maximilians-Universität München und Physik an der Université catholique de Louvain, sammelte erste Berufserfahrung bei IBM und ging anschließend nach Frankreich, um an der Insead den akademischen Grad Master of Business Administration (MBA) zu erwerben. Anschließend stieg er zu Beginn der 1970er Jahre bei Siemens ein – nach eigener Aussage als erster Mitarbeiter mit einem MBA-Abschluss – und blieb dort 20 Jahre, darunter fünf in den USA. In dem Unternehmen wurde er u. a. „Direktor Strategische Planung“ für den gesamten Kommunikationsbereich und trat in die Geschäftsführung des Bereichs Private Netze ein. Anschließend folgten u. a. eine Station beim britischen Telekomunternehmen GPT Communications, Tätigkeiten als Business Angel in der Internetbranche und Anfang 1999 die Gründung seines ersten Unternehmens, der European Telecom Exchange AG (EUTEX).
Im April 2000 – seine „Karriere schien bereits abgeschlossen“, so das Manager Magazin – wurde er von der Beteiligungsgesellschaft KKR an die Spitze von Tenovis berufen. Er strukturierte das Unternehmen deutlich um und wechselte nach etwas mehr als zwei Jahren im Sommer 2002 in den Aufsichtsrat. Die Arbeit, die er u. a. in seinem Buch Change! Gestalten Sie heute Ihr Unternehmen von morgen positiv beschrieb, wurde in der Presse nicht im gleichen Maß positiv wahrgenommen. So veröffentlichte beispielsweise Spiegel Online 2004 einen kritischen Beitrag und ergänzte u. a. eine Anekdote, die aus Sicht des Autors in dem Buch gefehlt habe: dass Záboji mit seinem Roller einen Mitarbeiter von Tenovis umgefahren habe.
In seinem umfangreichen Lebenslauf finden sich zudem zahlreiche weitere Unternehmen und Institutionen, bei denen er als Geschäftsführer, Vorstand, Aufsichtsrat oder Beirat aktiv war, darunter E-Plus, o.tel.o communications, Schoeller International, der von Cornelius Boersch gegründete RFID-Broker ACG, Brainloop, das Munich Network, STAR Private Equity und Zouk Capital. Im Jahr 2003 wurde Záboji „Entrepreneur in Residence“ an der INSEAD und Außerordentlicher Professor für Entrepreneurship. Ende 2005 gründete er die European Entrepreneurship Foundation in Liechtenstein, zu deren Beirat damals u. a. Falk Strascheg und Klaus Hommels gehörten. Im Jahr 2008 verlegte er den Schwerpunkt seiner Aktivität nach Ungarn. Auf kultureller Ebene war er beispielsweise Kuratoriumsmitglied beim Festival Orchester Budapest. 2014 wurde seine Arbeit mit dem Ritterkreuz der Republik Ungarn ausgezeichnet.

## Veröffentlichungen
- Change! Gestalten Sie heute Ihr Unternehmen von morgen, MI-Wirtschaftsbuch, München, 2002, ISBN 978-3-478-30010-0
- startup, felnötteknek! Underground Kiado, Budapest, 2014, ISBN 978-963-08-9448-7